# 六角政堯
六角 政堯（ろっかく まさたか）は、室町時代後期の武将・守護大名。近江国守護。

## 略歴
六角時綱の子として誕生。
叔父・六角久頼が憤死した後、その跡を継いだ従弟・亀寿丸（六角高頼または六角政頼）の後見人を務めたが、長禄2年（1458年）、室町幕府によって亀寿丸は追放され、近江守護に任命され六角氏の当主となった。しかし、2年後の長禄4年（1460年）に守護代・伊庭満隆の子を殺害したせいで政堯も廃嫡、家督は亀寿丸に戻された。
応仁の乱が勃発すると亀寿丸は西軍についたが、政堯は東軍に招かれて京極勝秀と共に近江の六角氏の本拠地観音寺城を陥落させ、東軍によって近江守護に再任されたが、文明元年（1469年）に亀寿丸が京都を出て観音寺城奪還に向かうと、東軍は政堯を解任、近江守護に勝秀の父である京極持清を任じた。
だが、翌文明2年（1470年）に持清が死去、勝秀は持清より先に没していたために、京極氏では持清の嫡孫・孫童子丸を擁立した三男・政経と高清派の次男・政光が争い（京極騒乱）、京極氏は東西両軍に分かれて弱体化した。政堯は政経と共に東軍に留まり、西軍に寝返った政光・高清・亀寿丸と対立し、文明3年（1471年）の孫童子丸死後に三度目の近江守護に任命されたが、同年10月に亀寿丸に敗れ、戦死した。
養子の虎夜叉が近江守護に任命されたが、京極騒乱に巻き込まれ、文明5年（1473年）に守護職を政経に奪われてしまった。もう1人の養子・虎千代は明応元年（1492年）に長享・延徳の乱で近江から逃亡した六角高頼に代わって幕府から近江守護に任命されたが、翌明応2年（1493年）の明応の政変で後ろ盾を失い、没落した。佐々成政は政堯の後裔と伝える。